# Miss América Latina 2012
La 26ª edición de Miss América Latina, se celebró el 9 de junio de 2012 en el Barceló Maya Beach Resort, ubicado en la zona turística de la Riviera Maya, México. Veintitrés candidatas de diferentes países y territorios autónomos latinoamericanos compitieron por la corona del certamen de belleza durante dos semanas, donde Estefani Chalco de Ecuador coronó a Georgina Méndez de Guatemala como su sucesora.
El evento fue transmitido aproximadamente, en 150 países a través de la página web del certamen, Facebook y YouTube.

## Biografía de la ganadora
Georgina Méndez Pimentel, representante de Guatemala, fue coronada Miss América Latina del Mundo 2012. Previamente, había obtenido el título de Miss Guatemala Latina. Es egresada del Técnico Universitario en Esteticismo de la Universidad Galileo. Tras su triunfo en el certamen nacional, recibió una beca para estudiar la Licenciatura en Imagen Pública y Medios de Comunicación en la Escuela de Imagen Pública, donde cursaba el tercer trimestre al momento de su coronación. Durante su preparación para el certamen internacional, se dedicó al aprendizaje del idioma inglés y a un riguroso entrenamiento físico.

## Sede y organización
La 26.ª edición de Miss América Latina del Mundo se llevó a cabo el 9 de junio de 2012 en el Teatro Monte Albán del Barceló Maya Beach Resort, ubicado en la Riviera Maya, México. El evento contó con la participación de 23 candidatas provenientes de diversos países y territorios autónomos latinoamericanos. La gala final fue transmitida en vivo a través de la página web oficial del certamen, así como por medio de plataformas como Facebook y YouTube, alcanzando una audiencia en aproximadamente 150 países. 

## Participación de delegadas destacadas
Entre las participantes destacadas se encontraba Tatiana Rivero, representante de Belice, quien había representado anteriormente a su país en certámenes internacionales. Tatiana expresó su entusiasmo por representar a Belice y destacó su deseo de mostrar la belleza y cultura de su nación en el escenario internacional.

## Resultados

### Ubicaciones
| Posición                           | Candidata |
| ---------------------------------- | --- |
| Miss América Latina del Mundo 2012 | Guatemala - Georgina Méndez |
| Primera Finalista                  | Portugal - Sara Silveira |
| Segunda Finalista                  | Puerto Rico - Victoria Zambrano |
| Tercera Finalista                  | Uruguay - Belén Sogliano |
| Cuarta Finalista                   | Ecuador - María Alejandra Proaño |
| Top 12                             | - Brasil - Karyne Medeiros - Colombia - Eyra Baquero - España - Estela Cruz - Estados Unidos - Sasha Zacarias - Panamá - Marielena González - República Dominicana - Laura Báez - Venezuela - Génesis Vergara |

### Títulos Continentales
| Título Continental             | Candidata                       |
| ------------------------------ | ------------------------------- |
| Reina de Centroamérica         | Panamá - Marielena González     |
| Reina de Europa y Asia         | Corea del Sur - Grace Staring   |
| Reina de Norteamérica y Caribe | Estados Unidos - Sasha Zacarias |
| Reina de Sudamérica            | Uruguay - Belén Sogliano        |

### Premios Especiales
| Premio               | Candidata                   |
| -------------------- | --------------------------- |
| Mejor Traje Nacional | Venezuela - Génesis Vergara |
| Mejor Traje Original | Venezuela - Génesis Vergara |

## Candidatas
| País                 | Candidata                |
| -------------------- | ------------------------ |
| Argentina            | Melisa Lara              |
| Belice               | Tatiana Rivero           |
| Brasil               | Karyne Medeiros          |
| Canadá               | Angie Medina             |
| Colombia             | Eyra Baquero             |
| Corea del Sur        | Grace Staring            |
| Costa Rica           | Suryen Alvarado          |
| Ecuador              | María Alejandra Proaño   |
| El Salvador          | María Alejandra Martínez |
| España               | Yazmín Vergara           |
| Estados Unidos       | Sasha Zacarias           |
| Guatemala            | Georgina Méndez          |
| México               | Joela Robles             |
| Nicaragua            | Karen Gutiérrez          |
| Panamá               | Marielena González       |
| Paraguay             | Elisa de Felci           |
| Perú                 | Susana de las Casas      |
| Portugal             | Sara Silveira            |
| Puerto Rico          | Victoria Zambrano        |
| República Dominicana | Laura Báez               |
| Uruguay              | Belén Sogliano           |
| Venezuela            | Génesis Vergara          |

## Otros Datos

### Candidatas Retiradas
- Bolivia - Melisa Anahí Landívar

### Debuts
- Corea del Sur

### Retiros
- Australia
- Bolivia
- Cataluña
- Filipinas
- Francia
- Guadalupe (Francia)
- Países Bajos
- Japón
- Reino Unido
- Rusia

### Regresos
- Nicaragua
- Perú

## Resultados Finales
| Posición                 | Candidata |
| ------------------------ | --- |
| Miss América Latina 2012 | Guatemala - Georgina Méndez |
| 1.ª Finalista            | Portugal - Sara Silveira |
| 2.ª Finalista            | Puerto Rico - Victoria Zambrano |
| 3.ª Finalista            | Uruguay - Belén Sogliano |
| 4.ª Finalista            | Ecuador - María Alejandra Proaño |
| Semifinalistas (Top 12)  | - Estados Unidos - Sasha Zacarias - Colombia - Eyra Baquero - Venezuela - Génesis Vergara - Brasil - Karyne Medeiros - Panamá - Marielena González - República Dominicana - Laura Báez - España - Estela Cruz |

### Premios Especiales y Subtítulos
| Premio                         | Candidata                       |
| ------------------------------ | ------------------------------- |
| Mejor Traje Nacional           | Venezuela - Génesis Vergara     |
| Traje más Original             | Venezuela - Génesis Vergara     |
| Reina de Centroamérica         | Panamá - Marielena González     |
| Reina de Norteamérica y Caribe | Estados Unidos - Sasha Zacarias |
| Reina de Sudamérica            | Uruguay - Belén Sogliano        |
| Reina de Europa y Asia         | Corea del Sur - Grace Staring   |

## Países Concursantes y Delegadas
| País                 | Candidata                |
| -------------------- | ------------------------ |
| Argentina            | Melisa Lara              |
| Belice               | Tatiana Rivero           |
| Bolivia              | Melisa Anahí Landívar    |
| Brasil               | Karyne Medeiros          |
| Canadá               | Angie Medina             |
| Colombia             | Eyra Baquero             |
| Corea del Sur        | Grace Staring            |
| Costa Rica           | Suryen Alvarado          |
| Ecuador              | María Alejandra Proaño   |
| El Salvador          | María Alejandra Martínez |
| España               | Estela Cruz              |
| España Latina        | Yazmín Vergara           |
| Estados Unidos       | Sasha Zacarias           |
| Guatemala            | Georgina Méndez          |
| México               | Joela Robles             |
| Nicaragua            | Karen Gutiérrez          |
| Panamá               | Marielena González       |
| Paraguay             | Elisa de Felci           |
| Perú                 | Susana de las Casas      |
| Portugal             | Sara Silveira            |
| Puerto Rico          | Victoria Zambrano        |
| República Dominicana | Laura Báez               |
| Uruguay              | Belén Sogliano           |
| Venezuela            | Génesis Vergara          |

## Otros datos del Concurso

### Debuts
Corea del Sur

### Retiros
Bolivia
 Cataluña
 Filipinas
 Francia
 Guadalupe
 Países Bajos
 Japón
 Reino Unido
 Rusia

### Regresos
Nicaragua
 Perú